# 巴基斯坦总统
巴基斯坦總統（烏爾都語：صدر پاکستان），是巴基斯坦的国家元首，1947年6月，印巴根据《蒙巴顿方案》实行分治。同年8月14日，巴基斯坦宣布独立。1956年3月23日，巴基斯坦伊斯兰共和国正式成立。现任总统是阿西夫·阿里·扎尔达里（巴基斯坦人民党党籍），自2024年3月10日就任。總統的權力過去經歷多次變化，自2008年起，總統僅作為虛位元首。

## 总统權力變化
1958年至1973年（軍事獨裁時期），總統是掌握實權的國家元首，就任者包括穆罕默德·阿尤布·汗與叶海亚·汗。
1977年，齐亚·哈克实行军法管制，部分暂停实行宪法。1985年通过了宪法第8修正案，授予总统解散国民议会和联邦内阁、任免军队首脑和法官的权力。
1997年4月，谢里夫政府在议会通过宪法第13修正案，取消总统解散国民议会和联邦内阁的权力，并将解散省议会和省内阁、任免省督、三军参谋长和参联会主席以及最高法院法官的权力归还总理行使。
1999年10月12日，佩尔韦兹·穆沙拉夫發動軍事政變上台执政后颁布临时宪法1号令，宣布暂停实施宪法。2002年8月，穆沙拉夫颁布“法律框架令（LFO）”，宣布恢复1973年宪法和哈克时代宪法第8修正案，规定总统有权解散国民议会、任命参联会主席和三军参谋长。2003年12月，巴议会通过宪法第17修正案，规定总统经最高法院批准后有权解散议会，与总理协商后有权任免三军领导人。
2008年，巴基斯坦人民黨的阿西夫·阿里·扎爾達里擔任總統後，將總統大部分權力下放給總理，放棄單方面解散國會的權力，把中央政府權力下放地方政府，恢復議會制，總統只作為虛位元首。

## 其他
- 巴基斯坦
- 巴基斯坦总理